# Adolf Baumbach
Adolf Baumbach (* 15. Mai 1874 in Bad Homburg vor der Höhe; † 25. März 1945 in Bernau am Chiemsee) war ein deutscher Jurist.

## Leben
Baumbach studierte Rechtswissenschaften an den Universitäten Leipzig, Marburg und Rostock. 1898 promovierte er mit einer Schrift zum Recht des Gemeingebrauchs und wurde schließlich Landgerichtsrat in Berlin. Schließlich wechselte er während des Ersten Weltkrieges in das Kriegsministerium und wurde dort als Sparkommissar eingesetzt. Zuletzt war er Senatspräsident am Kammergericht.
Schon 1924 erschien der von ihm verfasste Kommentar zur Zivilprozessordnung in erster Auflage. Zahlreiche weitere Werke des Prozess- und Handelsrecht kamen hinzu (Kommentierungen des Reichskostengesetzes, des Handelsgesetzbuches, des Arbeitsgerichtsgesetzes, des Schiedsverfahrens, des GmbH-Gesetzes, des Aktiengesetzes und des Wechsel- und Scheckgesetzes). Alle  Bücher erschienen im Verlag Otto Liebmann.
Im Juli 2021 gab der Verlag C.H. Beck bekannt, „Werke seines Verlagsprogramms umzubenennen, auf denen als Herausgeber oder Autoren noch Namen von Juristen genannt sind, die während der nationalsozialistischen Diktatur eine aktive Rolle eingenommen haben.“ In diesem Rahmen wurde u. a. auch der Kommentar zum Handelsgesetzbuch von „Baumbach/Hopt“ in „Hopt“ umbenannt.
Baumbach wurde auch bekannt durch die Entwicklung der Baumbachschen Kostenformel zur Berechnung der Gerichtskosten bei Streitgenossen.

## Kommentar
- mit Wolfgang Lauterbach et al. (Hrsg.): Zivilprozessordnung. 70. Auflage. Beck, München 2013. Aufgrund einer vom Verlag Beck, München, breit angelegten Überarbeitung aller von Adolf Baumbach begründeten Werke erscheint der Kommentar seit der 80. Aufl. 2022 unter dem Namen der neuen Herausgeber Anders/Gehle.